# Pua Kealoha
Pua Kele Kealoha (Waialua, Hawaii, 14 de novembre de 1902 – San Francisco, Califòrnia, 28 d'agost de 1989) va ser un nedador estatunidenc que va competir a començaments del segle xx. No tenia cap relació de parentesc amb el també nedador i medallista olímpic Warren Kealoha.
El 1920 va prendre part en els Jocs Olímpics d'Anvers, on va disputar dues proves del programa de natació. En el relleu 4x200 metres lliures guanyà la medalla d'or, alhora que establia un nou rècord del món, fent equip amb Perry McGillivray, Norman Ross i Duke Kahanamoku. L'altra prova que disputà fou la dels 100 metres lliures, en què guanyà la medalla de plata.